# Jaworzyna (942 m)
Jaworzyna (943 m) – szczyt w głównym grzbiecie Gorców, który biegnie od Turbacza poprzez Rozdziele, Obidowiec, Groniki, Stare Wierchy, Jaworzynę, Skałkę, Obidową i Kułakowy Wierch do Przełęczy Sieniawskiej. Grzbietem tym biegnie dział wód między Rabą a Dunajcem oraz znakowany szlak turystyki pieszej i rowerowej. Należące do miejscowości Obidowa południowe stoki Jaworzyny opadają do doliny Lepietnicy, stoki północne opadają do doliny Poniczanki i należą do miejscowości Ponice.
Jaworzyna to mało wybitne wzniesienie w grzbiecie. Jej wierzchołek i stoki północne porasta las, południowe są bezleśne. Szlak turystyczny omija wierzchołek, trawersując lasem północne zbocza Jaworzyny. Nazwa wskazuje, że kiedyś rosły tutaj jawory, jednakże ze względu na łatwy dostęp lasy były tutaj mocno eksploatowane i uległy przekształceniu. Obecnie jest tutaj las wtórny, w którym dominuje świerk z niewielką domieszką jodły i buka.

## Szlak turystyczny
parking pod Kułakowym Wierchem – schronisko PTTK na Starych Wierchach. Odległość 5,4 km, suma podejść 200 m, suma zejść 50 m, czas przejścia 1 godz. 30 min, z powrotem 1 godz. 10 min.